# Dicranomyia (Dicranomyia) karma
Dicranomyia (Dicranomyia) karma is een tweevleugelige uit de familie steltmuggen (Limoniidae). De soort komt voor in het Australaziatisch gebied.